# Laurence H. Frost
Laurence Hugh Frost (* 22. Juli 1902; † Mai 1977) war ein US-amerikanischer Vizeadmiral und von 1960 bis 1962 Direktor des Geheimdienstes National Security Agency (NSA).

## Leben
Frost beendete 1926 erfolgreich die US Naval Academy und arbeitete dann während der 1920er und 1930er Jahre auf verschiedenen Schiffen und Küstenstützpunkten. Er war kommandierender Offizier der USS Greer, als der Zerstörer am 4. September 1941 von einem deutschen U-Boot angegriffen wurde. Dies war der erste Angriff der Deutschen im Zweiten Weltkrieg auf ein amerikanisches Kriegsschiff und geschah zu einem Zeitpunkt, an dem die USA offiziell neutral waren, drei Monate vor dem Kriegseintritt. Nachdem er verschiedene Auszeichnungen für seine Arbeit im Zweiten Weltkrieg erhalten hatte, wurde er zum Geheimdienst der US Navy, der Naval Intelligence, abkommandiert und nahm später als Kommandeur des Leichten Kreuzers USS Manchester am Koreakrieg teil. 1952 war er Stabschef bis Kommandeur der ersten Flotte.
Von 1955 bis 1956 kommandierte er den Zerstörer Flotilla Four der Atlantischen Flotte und war in der Zeit von 1956 bis 1960 Direktor der Naval Intelligence. Als Vorsitzender des Geheimdienstes versuchte er die amerikanische Position im Bezug auf die Rebellion in Indonesien zu ändern. Am 24. November 1960 wurde er als Admiral (Vize Admiral) Direktor der NSA. Er behielt den Posten bis zum 30. Juni 1962. Da seine Amtszeit in die Zeit des beginnenden Wettlauf um die „Eroberung des Weltraums“ zwischen der Sowjetunion und den USA fiel, war er an frühen Entscheidungen, wie der Förderung von Spionagesatelliten, beteiligt. Im Bemühen, die bald nach seiner Übernahme des Postens bei der NSA entstandenen gespannten Verhältnisse abzubauen, ernannte er Robert F. Rinehart zum Vorsitzenden des National Security Agency Scientific Advisory Board („Wissenschaftlicher Beirat der NSA“). Rinehart wurde als neuestes Mitglied des Rates bewusst ausgewählt, da er – in Rineharts Worten – weniger „vorher erworbene Neigungen“ („pre-acquired biases“) hatte. 1962 wurde er – in den Worten der NSA – „unerwartet von seiner Position entfernt“ („Frost was unexpectedly transferred from his position“). Er wurde durch den Angestellten der US Air Force Gordon A. Blake ersetzt.
Nachdem er noch als letzte Pflicht beim Potomac River Naval Command angestellt war, trat er 1964 zurück.
Seine Schriften werden vom Operational Archives Branch des Naval Historical Center in Washington, D.C. aufbewahrt. Er ist als rear admiral in der John F. Kennedy Presidential Library gelistet, die eine elf Seiten lange Abschrift eines mündlichen Interviews besitzt, das er 1970 gab. 2004 waren noch Teile davon für die Öffentlichkeit unzugänglich (momentaner Status unbekannt).

## Auszeichnungen
Auswahl der Dekorationen, sortiert in Anlehnung der Order of Precedence of Military Awards:
- Navy Distinguished Service Medal
- Silver Star (2 x)
- Legion of Merit (2 x)
- Bronze Star

| Personendaten    | Personendaten                                                                |
| ---------------- | ---------------------------------------------------------------------------- |
| NAME             | Frost, Laurence H.                                                           |
| ALTERNATIVNAMEN  | Frost, Laurence Hugh                                                         |
| KURZBESCHREIBUNG | US-amerikanischer Admiral; Direktor der National Security Agency (1960–1962) |
| GEBURTSDATUM     | 22. Juli 1902                                                                |
| STERBEDATUM      | Mai 1977                                                                     |